# Pałac w Bądzowie
Pałac w Bądzowie – zabytkowy pałac  w Bądzowie – wsi w Polsce, w województwie dolnośląskim, w powiecie głogowskim, w gminie Jerzmanowa.

## Historia
Neobarokowy pałac wzniesiony w XIX w. dla rodziny von Rischke. W 1910 właścicielką była pani Ern. Rischke. Obiekt jest częścią zespołu pałacowego, w skład którego wchodzi jeszcze park.